# Казуаки Нагасава
Казуаки Нагасава (јап. 長澤 和明; 4. фебруар 1958) јапански је фудбалер.

## Каријера
Током каријере је играо за Јамаха.

## Репрезентација
За репрезентацију Јапана дебитовао је 1978. године. За тај тим је одиграо 9 утакмица.

## Статистика
| Јапан  | Јапан   | Јапан  |
| Година | Наступи | Голови |
| ------ | ------- | ------ |
| 1978.  | 6       | 0      |
| 1979.  | 0       | 0      |
| 1980.  | 0       | 0      |
| 1981.  | 0       | 0      |
| 1982.  | 0       | 0      |
| 1983.  | 0       | 0      |
| 1984.  | 0       | 0      |
| 1985.  | 3       | 0      |
| Укупно | 9       | 0      |